# Verklärung des Herrn

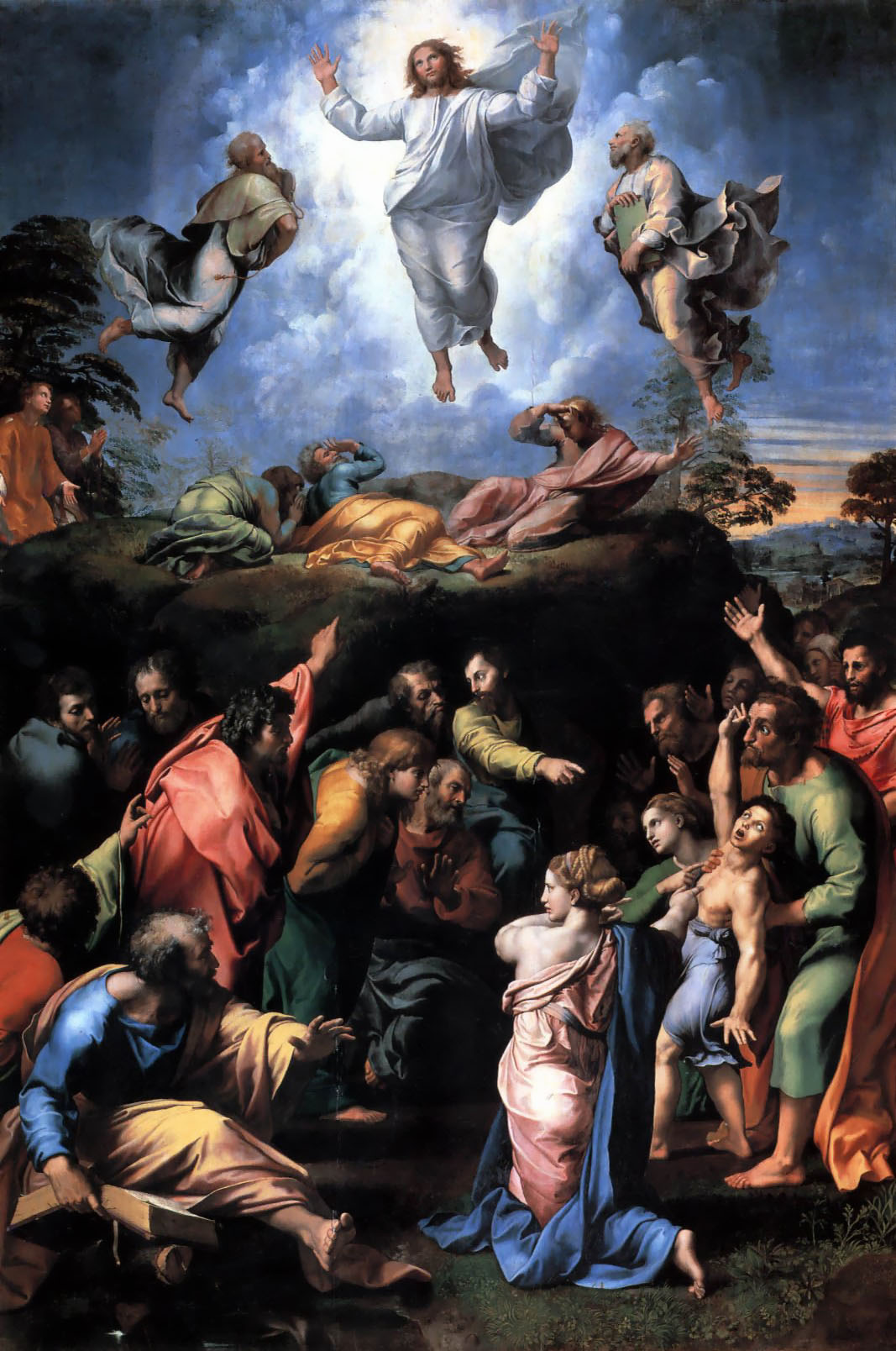
Raffael: Transfiguration (1516/20), Vatikanische Museen, Rom

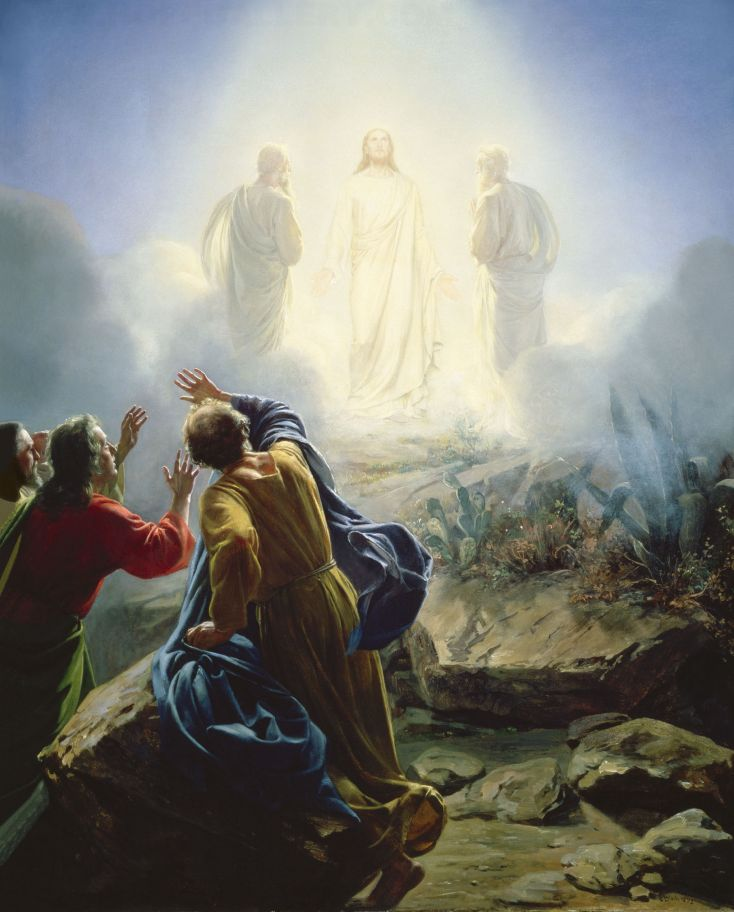
Carl Bloch: Verklärung Christi (1872)

Verklärung des Herrn, Verklärung Christi oder lateinisch Transfiguratio Domini, deutsch auch älter Verwandlung Christi, bezeichnet ein Offenbarungsereignis, das nach dem Zeugnis der synoptischen Evangelien drei Apostel erlebten, als sie Jesus Christus auf einem Berg in besonderer, verklärter Form mit den Propheten Mose und Elija sahen. Es gilt als Glaubensgeheimnis.

## Das Geschehen
Jesus nimmt die Jünger Petrus, Jakobus und Johannes beiseite und führt sie auf einen hohen, nicht näher bezeichneten Berg. Es wird ein Bezug zu der alttestamentlichen Bibelstelle Exodus 24  erkennbar, in der Mose bei seinem Aufstieg auf den Berg Sinai seinen Bruder Aaron, seine Neffen Nadab und Abihu sowie 70 Älteste Israels mitnimmt.
Beim Evangelisten Lukas heißt es: „Er stieg mit ihnen hinauf, um zu beten. Und während er betete, veränderte sich das Aussehen seines Gesichtes und sein Gewand wurde leuchtend weiß.“ (Lk 9,28–36 ). Auf dem Gipfel eines Berges wird Jesus vor den drei Jüngern von überirdischem Licht („Taborlicht“) überstrahlt („verklärt“). Im Markusevangelium steht darüber: „Seine Kleider wurden strahlend weiß, wie sie auf Erden kein Bleicher machen kann.“, Mk 9,2–9 . Der Evangelist Matthäus schreibt: „Sein Antlitz strahlte wie die Sonne und seine Kleider wurden weiß wie das Licht.“ (Mt 17,1–8 ).
Nun erscheinen Mose und Elija, die die Gesetzesordnung und die Prophetie des Alten Bundes verkörpern, und sprechen mit ihm. Die drei Apostel fallen vor Schreck zu Boden. Der Apostel Petrus schlägt vor, drei Hütten zu bauen, somit ergibt sich wieder ein Bezug zum jüdischen Laubhüttenfest.
Da kommt eine Wolke (Schechina), und aus der Wolke ruft eine Stimme: „Dies ist mein geliebter Sohn.“ Dies ist die Proklamation der Sohnschaft. Die Taufszene (Mt 3,13 ; Mk 1,9 ; Lk 3,21 ), wo die Stimme aus der Wolke dieselben Worte gesprochen hat, scheint sich zu wiederholen. Aber Gott fügt noch einen Imperativ hinzu: „Auf ihn sollt ihr hören!“

## Liturgie und Festtag

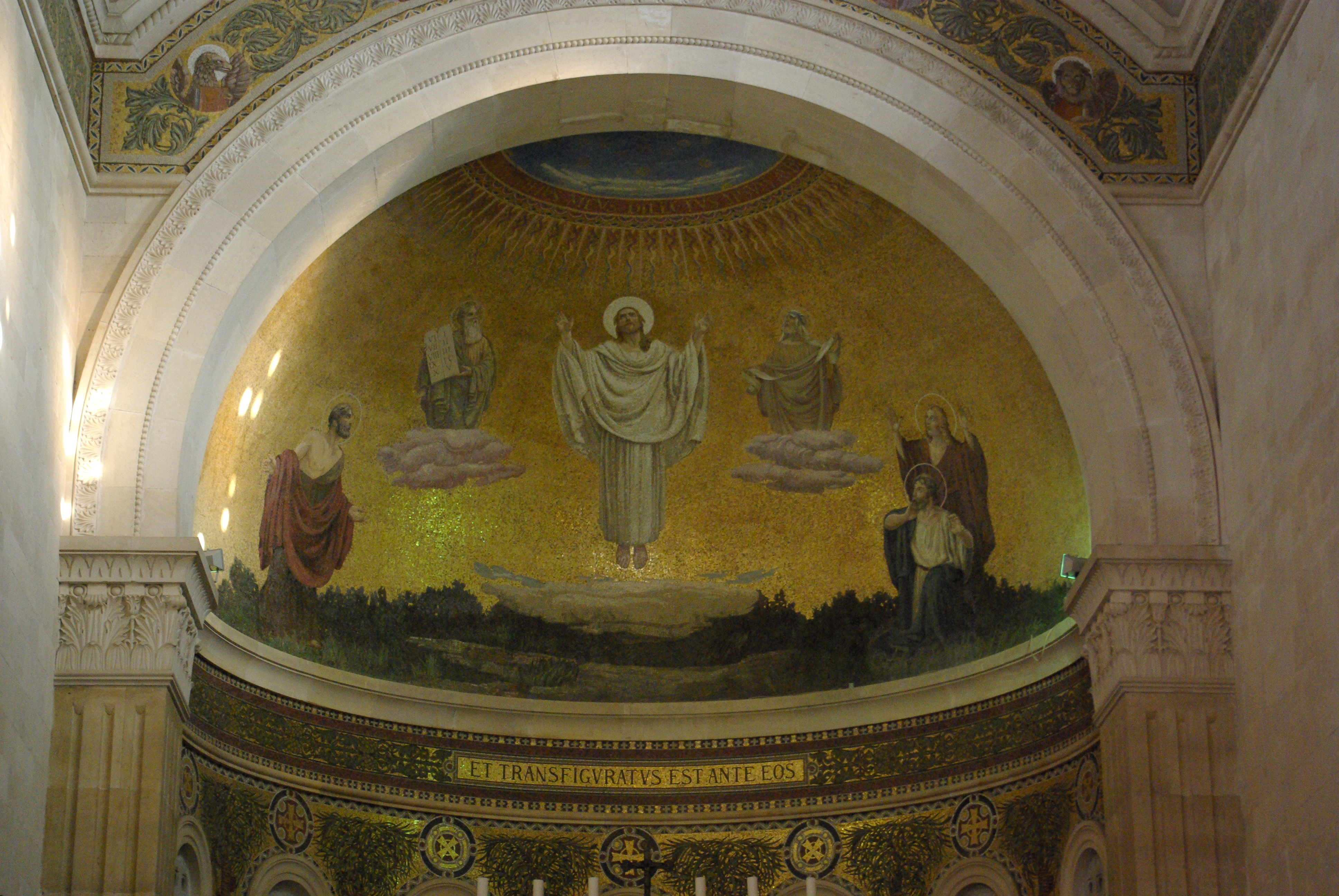
Mosaik in der Verklärungsbasilika auf dem Berg Tabor mit der Inschrift aus Mt 17,2: et transfiguratus est ante eos („Und er wurde vor ihren Augen verklärt“)

Die Evangelientexte, die über die Verklärung berichten, stellen einen Zusammenhang dieses Ereignisses mit dem Leiden und Sterben Jesu her. Alle drei sind eingebettet in Hinweise Jesu auf das auf ihn zukommende Passionsgeschehen und lassen sich daher unschwer mit der liturgischen Passionszeit verbinden.
In der Liturgie der römisch-katholischen Kirche nach dem vorkonziliaren Ritus wurde am zweiten Fastensonntag die Perikope von der Verklärung nach Matthäus gelesen; seit dem Zweiten Vatikanischen Konzil werden die Perikopen von der Verklärung Christi am zweiten Fastensonntag abwechselnd nach einem der synoptischen Evangelien gelesen.
Aufgrund der Lehre des Kirchenvaters Gregorios Palamas vom ungeschaffenen Licht spielt das Fest der Verklärung Christi in den byzantinischen Ostkirchen eine deutlich wichtigere Rolle als in den Westkirchen. Das Fest bildete sich in Palästina im Zusammenhang mit einer von Kaiserin Helena auf dem Tabor gestifteten Kirche heraus und wurde seit etwa dem 6. Jahrhundert als Metamorphosis (deutsch: Verwandlung) begangen. Wie das Kontakion lehrt, wird das Fest auch in Zusammenhang gesetzt mit dem Passionsgeschehen: „[…] und die Jünger schauten deine Herrlichkeit, […] auf dass sie zu erkennen vermöchten, dass dein Leiden freiwillig sei, wenn sie dich am Kreuze sähen, und der Welt verkündeten, dass wahrhaftig du des Vaters Abglanz bist.“
Als im Mittelalter die einzelnen Stationen des Lebensweges Jesu in den Blick genommen wurden, fand das Fest Eingang in die Liturgie der lateinischen Kirche. Im Jahre 1457 wurde es durch Papst Callistus III. nach dem Sieg über die Türken bei der Belagerung von Belgrad (1456) in den liturgischen Kalender der lateinischen Kirche aufgenommen.
Das Fest der Verklärung wird im liturgischen Kalender der orthodoxen Kirchen, der römisch-katholischen Kirche, der anglikanischen und der altkatholischen Kirche am 6. August gefeiert, wobei dieser Tag in den altkalendarischen orthodoxen Kirchen, z. B. der russisch-orthodoxen Kirche, auf den 19. August nach gregorianischer Zeitrechnung fällt. In den lutherischen Gemeinden findet es stets am letzten Sonntag nach Epiphanias statt. In den Kalendern der Evangelisch-Lutherischen Kirche in Amerika und der Lutherischen Kirche – Missouri-Synode findet sich der 6. August als zusätzlicher Gedenktag, ebenso im Evangelischen Tagzeitenbuch der Evangelischen Michaelsbruderschaft. In Armenien ist die Verklärung eng mit dem Wardawar-Brauch verknüpft.

## Schauplatz und Patrozinien

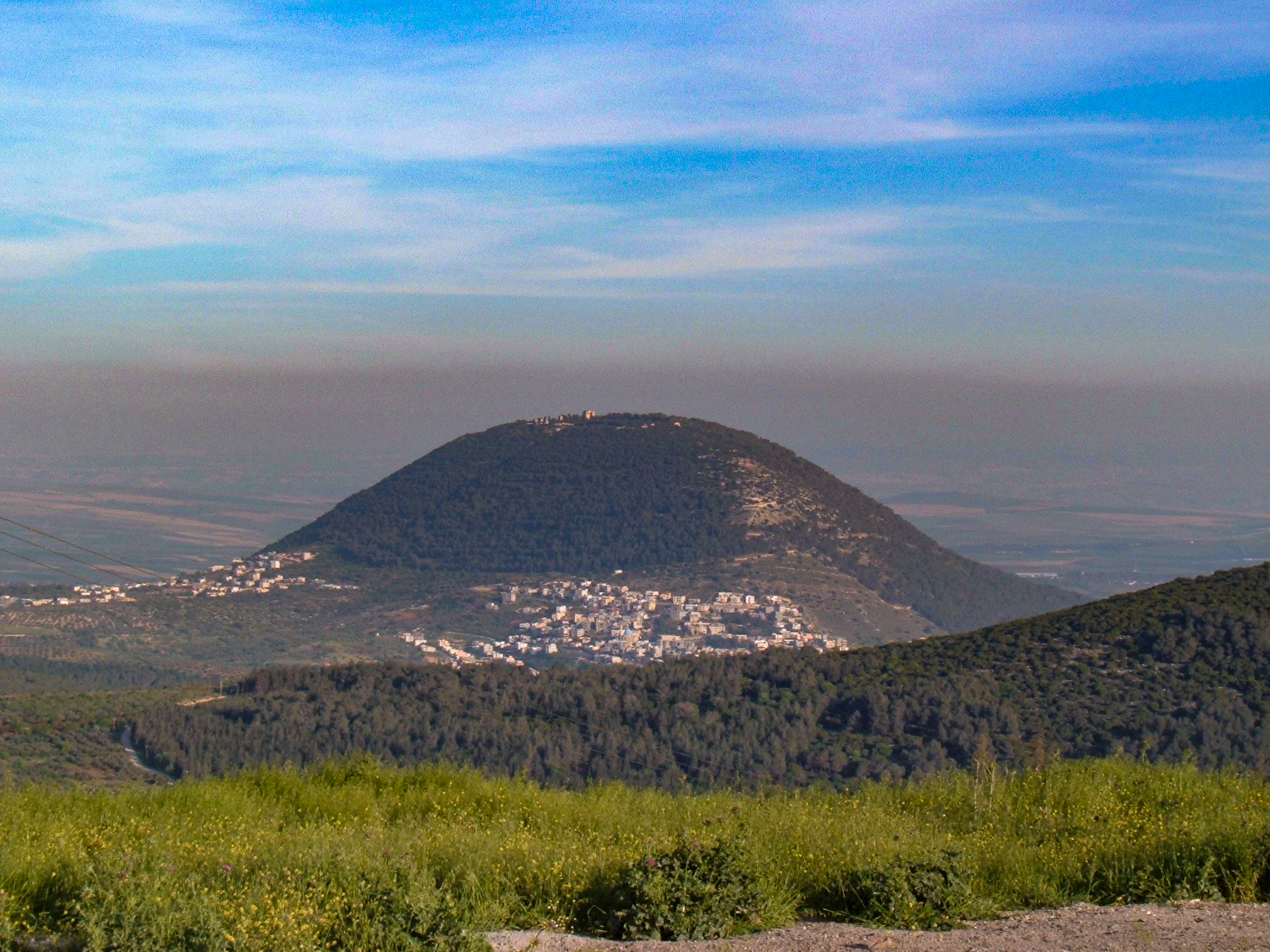
Der Berg Tabor in Galiläa

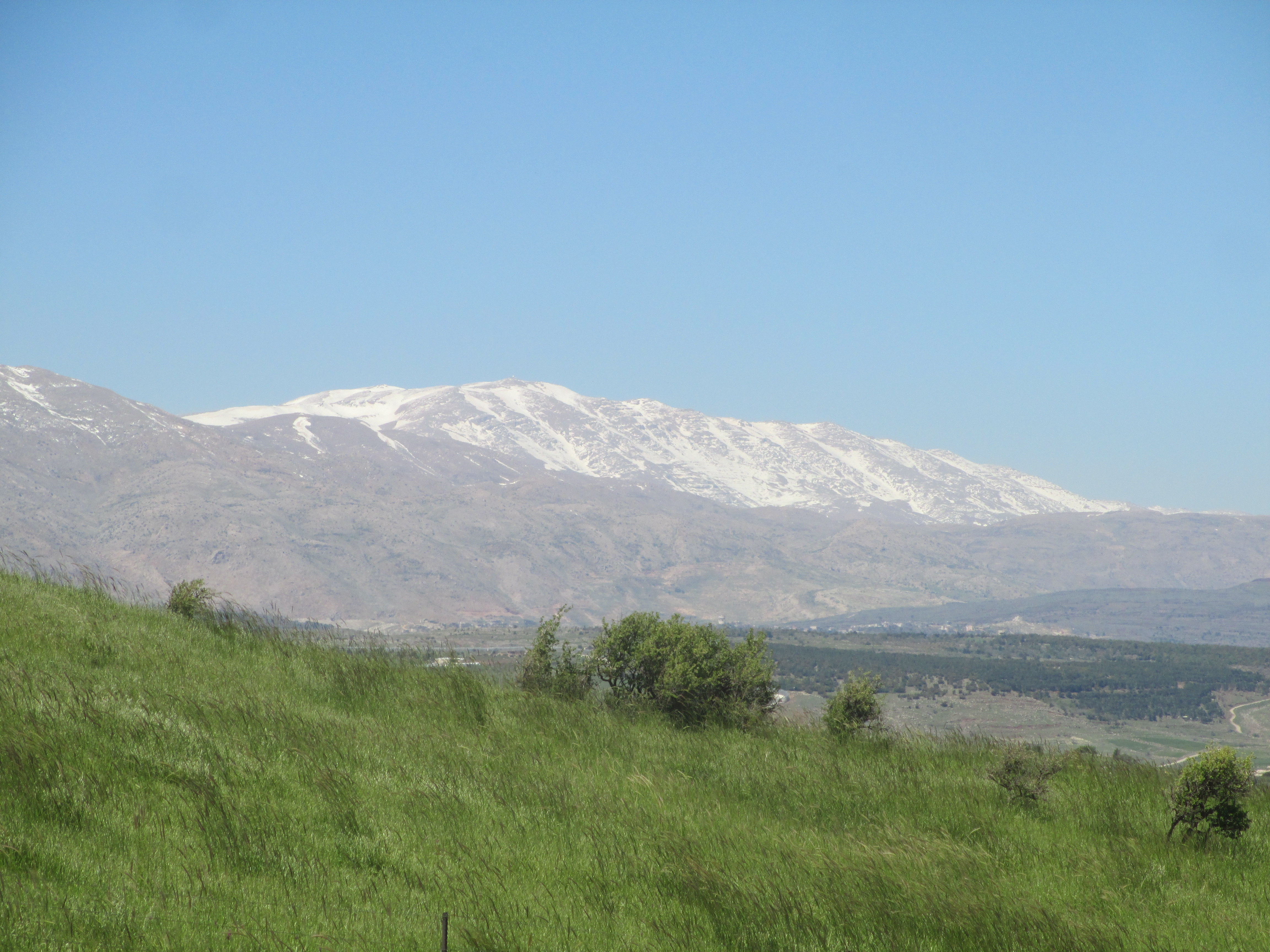
Der Berg Hermon

Seit frühchristlicher Zeit wird der im Neuen Testament nicht genau bezeichnete Berg mit dem Berg Tabor in Galiläa identifiziert. Diese Tradition findet sich zuerst bei Origenes. Eusebius von Caesarea nennt den Berg Hermon als alternativen Ort des Geschehens. In der Liturgie der römisch-katholischen Kirche ist in der Präfation allgemein vom „Berg der Verklärung“ die Rede, die Texte der orthodoxen Kirchen nennen ausdrücklich den Tabor als Schauplatz.
Kirchen mit dem Patrozinium des Festgeheimnisses nennt man Verklärungskirchen.
Die Kartause Martinstal bei Crimmitschau hieß „Haus der Verklärung Jesu Christi in St. Mertenthal an der Pleiße“. Die einzige Kartause in den Vereinigten Staaten ist das Charterhouse of the Transfiguration in Vermont.